# Tatsugo Kawaishi
Tatsugo Kawaishi (japonès: 河石達吾)  (Etajima i Higashi-Nōmijima, 17 de desembre de 1911 - Iwo Jima, 17 de març de 1945) va ser un nedador japonès que va competir durant les dècades de 1920 i 1930.
Va estudiar a la Universitat de Keiō, on es graduà en dret i va començar a practicar la natació. El 1932 va prendre part en els Jocs Olímpics de Los Angeles, on va guanyar la medalla de plata en els 100 metres lliures del programa de natació.
Entre 1933 i 1935 fou instructor a l'Acadèmia Naval Imperial d'Etajima. Tot seguit es traslladà a Osaka, on treballà per la precursora de Kansai Electric, però poc després es va allistar a l'exèrcit imperial japonès, incorporant-se a l'11è Regiment d'Infanteria, amb base a Hiroshima. Va servir a primera línia a la Xina durant la Segona Guerra sinojaponesa i va ser ascendit a primer tinent després de cinc anys. Després de ser llicenciat tornà a treballar a la Kansai Electric, però durant la guerra del Pacífic, a mesura la situació empitjorava al Japó, va retornar al servei actiu el juny de 1944. Fou assignat a la guarnició d'Iwo Jima, on el general Tadamichi Kuribayashi el va convertir en comandant del districte nord de l'illa. Va morir en combat durant la batalla d'Iwo Jima el 17 de març de 1945 i va ser ascendit a títol pòstum a capità.